# Saurodontidae
I saurodontidi (Saurodontidae) sono una famiglia di pesci ossei estinti, appartenenti all'ordine degli ittiodectiformi. Vissero nel Cretaceo superiore (90 - 65 milioni di anni fa) e i loro resti sono stati ritrovati in Europa, Nordamerica e Medio Oriente. La mandibola di questi animali era insolitamente appuntita e allungata.

## Descrizione
Questi pesci  potevano raggiungere i due metri e mezzo di lunghezza, e possedevano un corpo notevolmente allungato. Tra le caratteristiche più interessanti dei saurodontidi, vi era la presenza di un osso predentale che sporgeva dalla parte anteriore della mandibola, privo di denti, che conferiva alla testa dell'animale un aspetto simile a un rostro. 

## Classificazione
I saurodontidi sono una famiglia (o sottofamiglia, Saurodontinae) appartenente all'ordine degli ittiodectiformi, un gruppo di pesci teleostei relativamente primitivi. I saurodontidi vissero esclusivamente nel Cretaceo superiore e comprendono tre generi (Prosaurodon, Saurodon e Saurocephalus), distribuiti tra il Coniaciano e il termine del Maastrichtiano (tra 85 e 65 milioni di anni fa). 

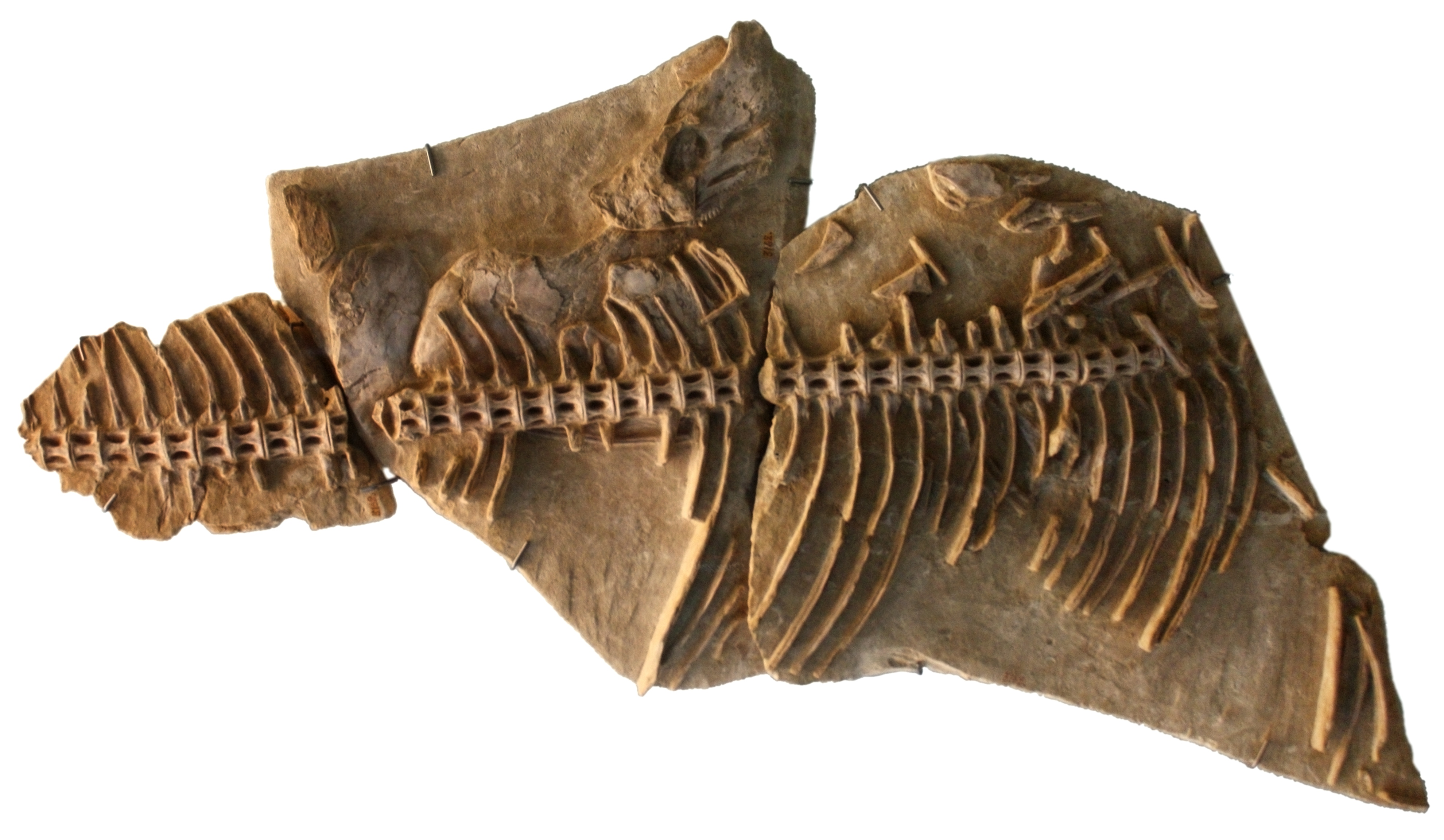
Fossile di Saurocephalus intermedius

Numerosi resti fossili dei saurodontidi sono stati ritrovati nel Mare interno occidentale nordamericano (formazione di Niobrara), ma più che altro sono resti frammentari; Saurodon e Prosaurodon risalgono al Coniaciano, mentre Saurocephalus visse nel Campaniano e nel Maastrichtiano. In Giordania è stato ritrovato un esemplare perfettamente conservato di Saurocephalus longicorpus (Kaddumi, 2009), che ha permesso di descrivere in dettaglio l'anatomia di questi animali.

## Paleoecologia
Il corpo allungato e la morfologia dei denti dei saurodontidi indica che questi animali erano dei predatori, che si muovevano molto veloci in acque aperte e praticavano una caccia d'agguato. La morfologia dei denti e delle mascelle indica che questi carnivori utilizzavano le loro fauci per tranciare in due le prede: quando la bocca si chiudeva, l'estensione ventrale della mascella superiore scendeva lungo i lati della mandibola e funzionava come una forbice. 

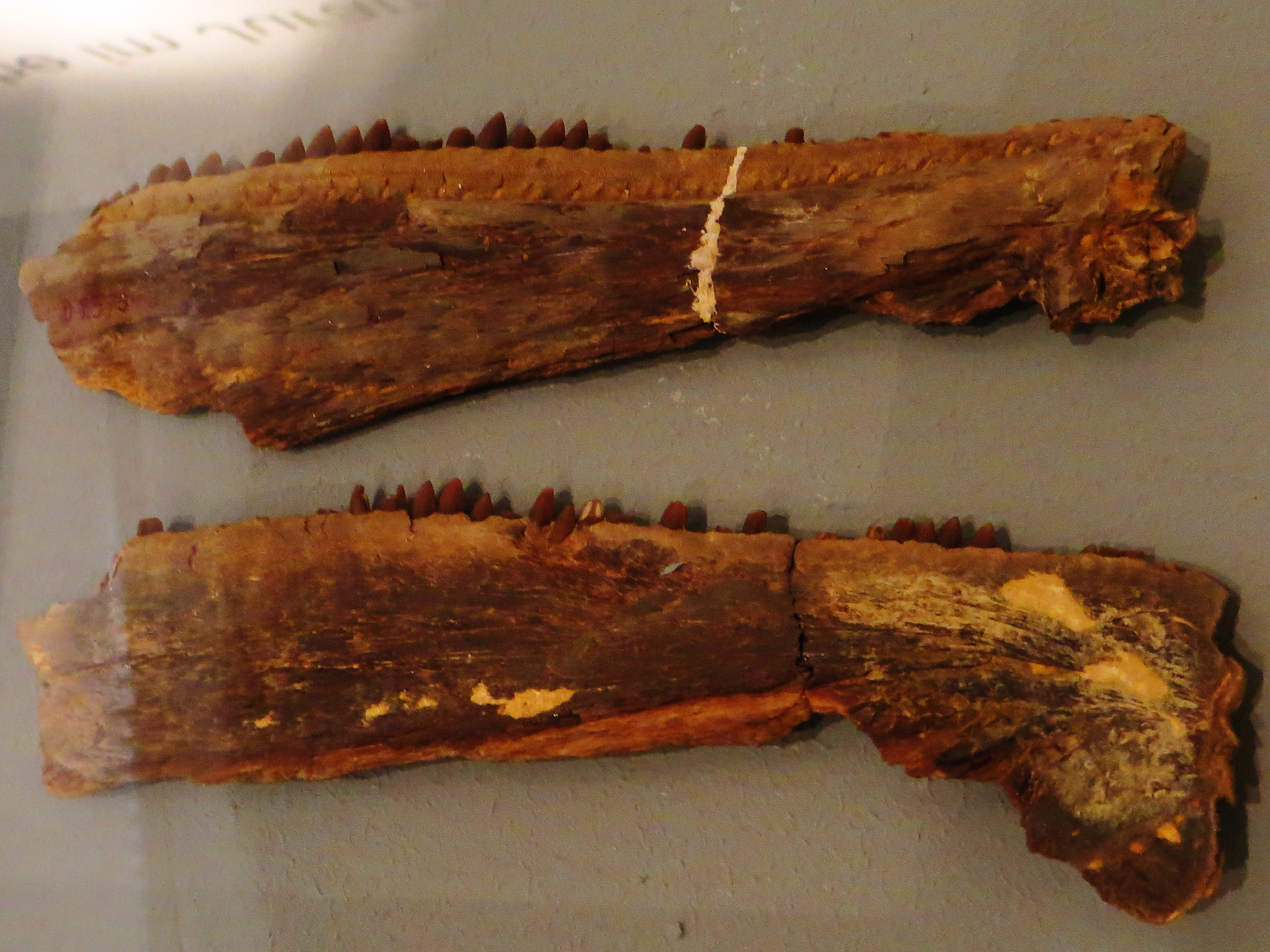
Mandibole di Saurocephalus lanciformis

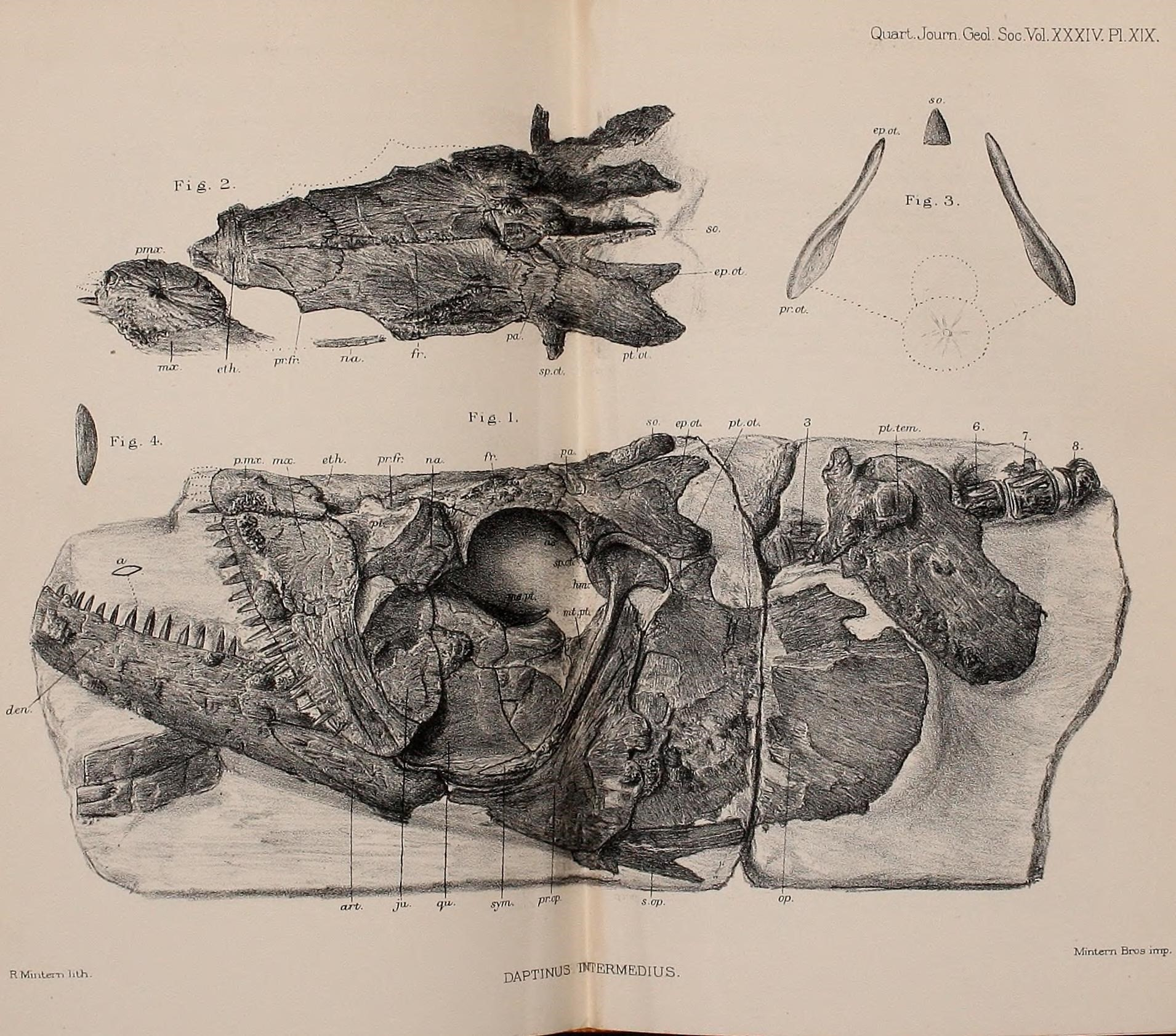
Cranio di Saurodon

Si suppone che le loro prede consistessero in pesci più piccoli. La grande taglia raggiunta da alcuni saurodontidi indica che questi animali erano in grado di predare prede più grosse, come piccoli rettili marini o squali, che venivano probabilmente fatti a pezzi grazie ai denti taglienti. Non è chiara la funzione della protuberanza a forma di punta sulla mandibola: potrebbe essere stata utile per l'idrodinamicità di questi animali, o forse era utilizzata durante la caccia.
Possibili analoghi attuali dei saurodontidi potrebbero essere i barracuda (Sphyraena barracuda), che colpiscono le loro prede con agguati e gettandovisi contro, colpendole con la forte proiezione anteriore della mandibola.